# MTOR

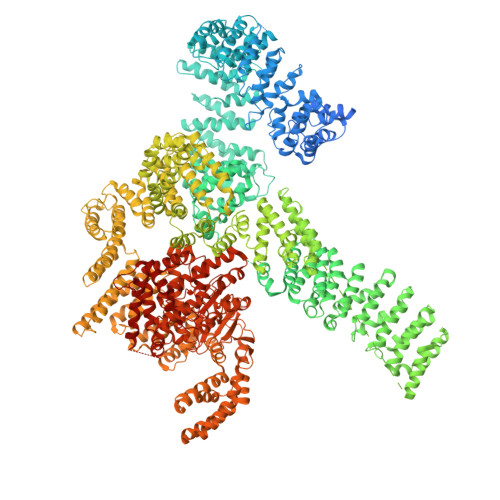
mTOR, Human

L'mTOR (Mammalian/mechanistic target of rapamycin) és una serina/treonina quinasa que forma part de la família de proteïnes relacionades amb fosfatidilinositol 3-quinasa (PI3K) molt conservada en eucariotes. Es troba codificada pel gen MTOR.
mTOR és el component principal de dos complexos proteics diferents i interacciona amb una gran quantitat de proteïnes regulant diferents processos cel·lulars, relacionats amb el creixement i proliferació cel·lular.

## Funció
La via mTOR pot estar regulada per diferents estímuls a través de cascades específiques i molt complexes. mTOR actua com a sensor rebent inputs de múltiples vies i actua com a regulador principal del metabolisme. Integra els senyals procedents de vies com AMPK i Rag-GTPases en cas d’estrès metabòlic, HIF en cas d’hipòxia, PI3K/Akt per deprivació de factors de creixement o per DDR en cas d’estrès oxidatiu, i modula la seva activitat adaptant-se a les condicions cel·lulars. Segons els inputs d’oxigen, nutrients i energia rebuts es mantindrà la seva activitat o s'inhibirà.

### Estructura
Aquest complex respon davant molts estressos i estímuls diferents i la seva desregulació pot comportar diverses patologies com càncers, malalties metabòliques i diabetis. A nivell cel·lular, mTOR el trobem format per dos complexos macromoleculars els quals son estructuralment i funcionalment diferents: mTORC1 i mTORC2.

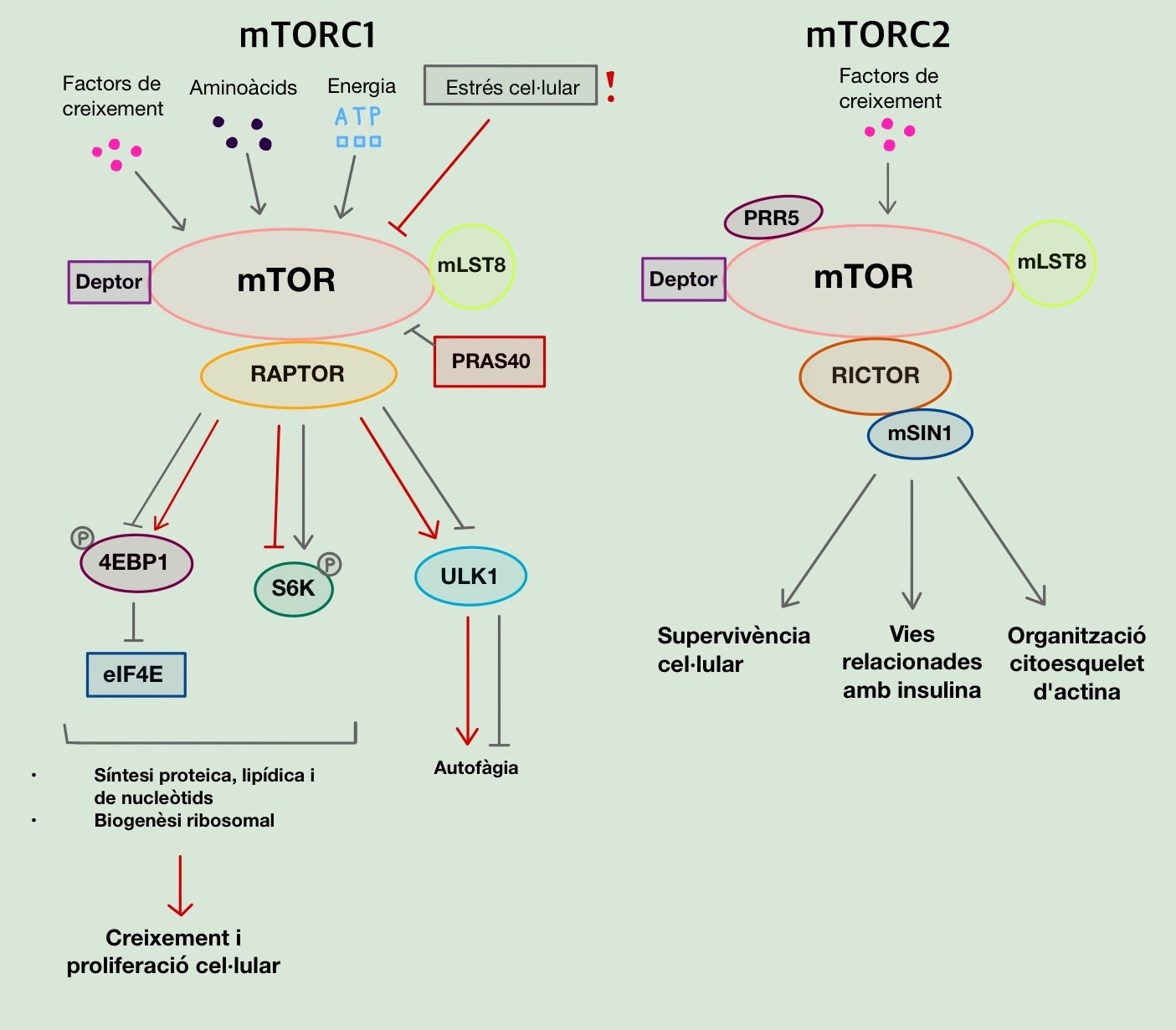
Vies en les quals participa cada complex de mTOR i les seves funcions principals explicades en format esquema.

#### mTORC1
Es tracta d’un complex sensible a la rapamicina format per l’associació de Raptor, PRAS40, DEPTOR i mLST8 amb mTOR. S'encarrega de controlar el creixement i la proliferació cel·lular mitjançant la regulació de l’equilibri entre processos anabòlics i catabòlics segons les condicions d’energia, de senyals de creixement i  de nutrients a les quals es troba la cèl·lula. En condicions de disponibilitat de nutrients, mTORC1 es troba actiu i afavoreix la síntesi tant de proteïnes com lípids i àcids nucleics, necessària per la replicació cel·lular. A més, és considerat un regulador d’autofàgia,  independent de la transcripció, de manera que, sota condicions en les quals es troba desactivat, mTORC1 es dissocia del complex ULK,  l’alliberació del qual, al seu torn, indueix l’autofàgia. Aquest complex és un dels components principals que respon inactivant-se davant de diversos tipus d’estrès cel·lular com el dany al DNA, les espècies reactives d’oxigen (ROS), la deprivació d’aminoàcids, factors de creixement…

#### mTORC2
És un complex insensible a la rapamicina, és a dir, que no queda inhibit en presència d’aquesta. Està format per l’associació de Rictor, mSIN1, PRR5, DEPTOR i mLST8 amb mTOR, i la seva funció és regular la proliferació, la migració i la supervivència. A més a més, participa en vies relacionades amb la insulina i s'implica en el control i manteniment del citoesquelet d’actina.

## Paper de mTOR en l'estrès cel·lular

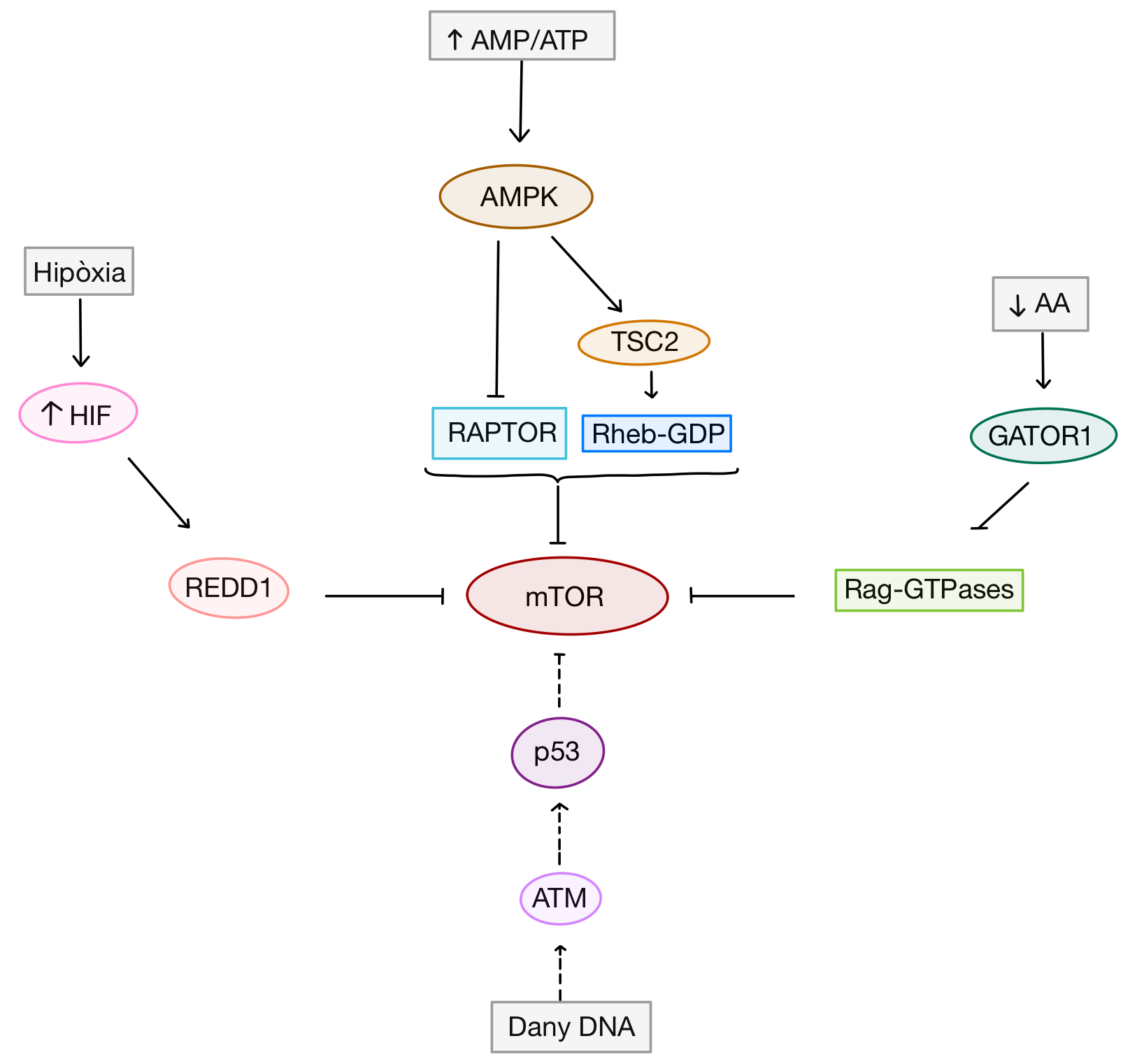
En aquesta figura es representen, de manera molt simplificada, les 4 vies principals en què es veu involucrat mTOR en condicions d'estrès cel·lular, les quals porten a la seva inactivació.

L'estrès cel·lular apareix quan una cèl·lula s'ha d’afrontar a una situació diferent de l'habitual, la qual cosa posa en detriment el seu funcionament normal. La cèl·lula respon intentant adaptar-se per tal de sobreviure. Amb aquest objectiu, desencadena una resposta estereotipada i determinada per  l’estímul estressant.
Així doncs, mTOR és un dels protagonistes involucrats en la resposta cel·lular a l’estrès. Concretament, mTOR, per les vies en què està involucrat, es troba inhibit en la major part dels casos. Això té repercussió en la biogènesi ribosomal, en la síntesi de lípids i en la síntesi d’àcids nucleics, entre d'altres, que es veuen també inhibits (o menys activats). Per tant, el creixement cel·lular es veu compromès; doncs entrem en un estat de readaptació en el que es prioritza la supervivència cel·lular.
El grau d’inhibició de mTOR i de les vies que el segueixen és proporcional al nivell d’estrès, i el punt per on es dona la inhibició depèn del tipus d’estressor que activi la resposta. Podem trobar molècules des de diferents branques interaccionant per inhibir-lo, ja que en una mateixa cèl·lula es poden donar diferents respostes d’estrès de manera simultània. 

#### Principals interaccions entre la senyalització de mTOR i la resposta per estrès cel·lular[13]
- En resposta a una situació de dèficit energètic (manca d’ATP), trobem mTOR inhibit per l’acció d’AMPK sobre TSC2 (Rheb-GDP) i RAPTOR.
- En resposta a un ambient amb deprivació de nutrients (d’amino àcids com leucina i arginina), trobem mTOR inhibit per l’acció inhibitòria de GATOR1 sobre RagA (Rag-GTPasa), proteïna crucial pel funcionament de mTOR.
- En la resposta a l'estrès hipòxic, sembla que trobem mTOR generalment inhibit per l’acció de HIF a través de REDD1.
- En resposta a estrès causat per dany en el DNA, trobem mTOR inhibit per l’acció de p53 sobre altres molècules intermediàries (regulació transcripcional) i per la interacció amb ATM. Tot i això, sembla que l’agent causant del dany al DNA és determinant per la senyalització de mTOR.

Al final, si profunditzem més, arribem a la conclusió que dins la cèl·lula tot està interconnectat; en un punt o un altre, hi ha una interacció entre una via estimulada per un determinat estímul i mTOR, que comporta activació o inhibició del complex, sempre d’acord amb els seus requeriments i prioritzant la seva supervivència. Cal fer més estudis per tal de conèixer bé com funciona la senyalització de mTOR en l’estrès cel·lular en profunditat.

## mTOR i càncer
Els complexos mTORC estan relacionats amb el càncer i diverses malalties, per les funcions en què participa, i per això es troben sobre-activats en gran varietat de càncers. En el cas de mTORC 1, intervé en el creixement i metabolisme cel·lular. Mentre que, mTORC 2, intervé més en la proliferació i supervivència, en la regulació i remodelació del citoesquelet, la migració i la supervivència cel·lular.
Relacionades amb el càncer, destaquen la funció del control de l’autofàgia per part d’mTOR, ja que està lligada als diversos mecanismes de mort programada (apoptosi, necroptosi, piropitosi o ferroptosi); i la regulació metabòlica amb efectes sobre la glucòlisi, de gran rellevància en l’efecte cancerigen de mTOR sobreactivat.

#### Autofàgia i mTOR
mTOR inhibeix l’autofàgia i, per tant, la inhibició d’mTOR implica un augment de l’autofàgia cel·lular. Un augment i una disminució d’autofàgia es relaciona directament els mecanismes de mort programada. A més a més, l’activitat mTOR, també té efecte independent de l’autofàgia sobre els mecanismes de mort programada, degut a les múltiples proteïnes implicades en les vies de senyalització. Els tipus de mort programada condicionats per mTOR són: apoptosi, necroptosi, piroptosi i ferroptosi.
Per tot això, mTOR és una important diana en el tractament de múltiples malalties, entre elles, el càncer. Molts fàrmacs que s'administren en quimioteràpia actuen inhibint mTOR per tal d’augmentar la mort cel·lular en cèl·lules canceroses.
A més a més, mTOR ajuda a la reparació del DNA, de manera que inhibint la seva activitat, es millora l’eficàcia dels tractaments, i es recupera la radiosensivitat en aquells tumors radioresistents.

#### Inhibidors mTOR en càncer
- Rapalogs:[18] són anàlegs de la rapamicina, de manera que inhibiexen mTORC1. Estan aprovats pel tractament d’algun tipus de càncer. Per exemple: everolimus.
- ATP-competitius: són inhibidors diana tant de mTORC 1 com 2. De manera que tenen un efecte més accentuat. No només prevenen del creixement cel·lular, sinó que també són capaços d’induir apoptosi.
- Inhibidors duals PI3K/mTOR: eviten la retroalimentació negativa de PI3K, que es pot donar per la inhibició de mTOR. Això, permet augmentar l’activitat anticancerosa.

A part del càncer, les vies de senyalització dels complexos de mTOR també són potencials diana terapèutiques contra diabetis, malalties immunològiques i malalties neurològiques (autisme i epilèpsia), entre d'altres.